# Regolamento Roma I
Il regolamento Roma I, ufficialmente regolamento (CE) n. 593/2008, è un regolamento dell'Unione europea del 17 giugno 2008 in materia di Diritto internazionale privato, entrato in vigore il 17 dicembre 2009, che disciplina l'individuazione della legge applicabile alle obbligazioni contrattuali civili e commerciali.
Questo regolamento si applica negli Stati membri dell'Unione europea quando deve determinarsi la legge da applicare a contratti aventi elementi di internazionalità.

## Diritto internazionale privato dell'Unione europea e regolamento Roma I
Il regolamento Roma I fa parte di una serie di atti, adottati dall'Unione europea in materia di diritto internazionale privato.

## La convenzione di Roma del 1980 e il regolamento Roma I: la posizione della Danimarca
Il regolamento Roma I è la trasposizione in atto dell'Unione europea di una precedente convenzione internazionale adottata dagli Stati membri della allora Comunità europea: la Convenzione di Roma del 19 giugno 1980. Detta convenzione si applica ora unicamente alla Danimarca, che ha deciso di non partecipare all'adozione del Regolamento Roma I.

## Struttura del regolamento e ambito di applicazione
Il regolamento si compone di 46 considerando e 29 articoli.
L'art. 1 del regolamento stabilisce che la normativa si applicherà a tutti i rapporti contrattuali aventi natura civile e commerciale.
Da questi, però, il comma 2 esclude espressamente talune materie:
- le questioni di stato e di capacità delle persone fisiche, fatto salvo l'articolo 13;
- le obbligazioni derivanti dai rapporti di famiglia o dai rapporti che secondo la legge applicabile a tali rapporti hanno effetti comparabili, comprese le obbligazioni alimentari;
- le obbligazioni derivanti da regimi patrimoniali tra coniugi, da regimi patrimoniali relativi a rapporti che secondo la legge applicabile a questi ultimi hanno effetti comparabili al matrimonio, nonché dalle successioni;
- le obbligazioni derivanti da cambiali, assegni, vaglia cambiari e da altri strumenti negoziabili, nella misura in cui le obbligazioni derivanti da tali altri strumenti risultano dal loro carattere negoziabile;
- i compromessi, le clausole compromissorie e le convenzioni sul foro competente;
- le questioni inerenti al diritto delle società, associazioni e persone giuridiche, su aspetti quali la costituzione, tramite registrazione o altrimenti, la capacità giuridica, l'organizzazione interna e lo scioglimento delle società, associazioni e persone giuridiche e la responsabilità personale dei soci e degli organi per le obbligazioni della società, associazione o persona giuridica;
- la questione di stabilire se l'atto compiuto da un intermediario valga ad obbligare di fronte ai terzi il mandante, o se l'atto compiuto da un organo di una società, altra associazione o persona giuridica valga ad obbligare di fronte ai terzi la società, altra associazione o persona giuridica;
- la costituzione di trust e i rapporti che ne derivano tra i costituenti, i trustee e i beneficiari;
- le obbligazioni derivanti da trattative precontrattuali;
- i contratti di assicurazione che derivano da operazioni effettuate da soggetti diversi dalle imprese di cui all'art. 2 della direttiva 2002/83/CE del Parlamento europeo e del Consiglio, del 5 novembre 2002, relativa all'assicurazione sulla vita (1), aventi lo scopo di erogare ai lavoratori, dipendenti o non, riuniti nell'ambito di un'impresa o di un gruppo di imprese o di un settore professionale o interprofessionale, prestazioni in caso di decesso, in caso di vita o in caso di cessazione o riduzione d'attività, o in caso di malattia professionale o di infortunio sul lavoro.

## La legge applicabile ai rapporti contrattuali
Obiettivo principale del regolamento Roma I è quello di individuare la legge applicabile ai rapporti contrattuali aventi caratteristiche di internazionalità (ad esempio perché le parti hanno la residenza in due stati membri differenti).
Il regolamento non si riferisce alle competenze giurisdizionale: ne deriva che la legge che risulta regolatrice dovrà in concreto essere applicata dal giudice individuato secondo i criteri stabiliti dal regolamento 1215/2012, c.d. regolamento Bruxelles I bis. 
L'art 3 stabilisce che la legge che regola il contratto è quella scelta dalle parti. "La scelta è espressa o risulta chiaramente dalle disposizioni del contratto o dalle circostanze del caso".
Quando le parti non hanno effettuato la scelta della legge applicabile, l'art. 4 del regolamento individua dei criteri di collegamento sussidiari, in base ai quali: 
a) il contratto di vendita di beni è disciplinato dalla legge del paese nel quale il venditore ha la residenza abituale (o la sede se si tratta di professionista);
b) il contratto di prestazione di servizi è disciplinato dalla legge del paese nel quale il prestatore di servizi ha la residenza abituale (o la sede se si tratta di professionista);
c) il contratto avente per oggetto un diritto reale immobiliare o la locazione di un immobile è disciplinato dalla legge del paese in cui l'immobile è situato;
d) in deroga alla lettera c), la locazione di un immobile concluso per uso privato temporaneo per un periodo di non oltre sei mesi consecutivi è disciplinata dalla legge del paese nel quale il proprietario ha la residenza abituale, purché il locatario sia una persona fisica e abbia la sua residenza abituale nello stesso paese;
e) il contratto di affiliazione (franchising) è disciplinato dalla legge del paese nel quale l'affiliato ha la residenza abituale (o la sede se si tratta di professionista);
f) il contratto di distribuzione è disciplinato dalla legge del paese nel quale il distributore ha la residenza abituale (o la sede se si tratta di professionista);
g) il contratto di vendita di beni all'asta è disciplinato dalla legge del paese nel quale ha luogo la vendita all'asta, se si può determinare tale luogo;
h) il contratto concluso in un sistema multilaterale che consente o facilita l'incontro di interessi multipli di acquisto e di vendita di terzi relativi a strumenti finanziari, quali definiti all'articolo 4, paragrafo 1, punto 17, della direttiva 2004/39/CE, conformemente a regole non discrezionali e disciplinato da un'unica legge, è disciplinato da tale legge.

## Il contratto di trasporto
Regole particolari si hanno per i contratti di trasporto. Nel regolamento viene data una nozione molto ampia di trasporto: idonea ad includervi tutte le possibilità.
Per contratto di trasporto si intendono tutti i contratti aventi come oggetto il trasporto di merci e di persone.
Le regole sulla legge applicabile variano a seconda che si tratti di trasporto di merci o di persone:
- trasporto di merci: si applica la legge del luogo di residenza del vettore, se coincidente con il luogo di residenza del caricatore o con il luogo di carico o scarico, se non c'è tale coincidenza prevale la legge del luogo di scarico.
- trasporto di persone: prevale la legge del paese in cui

1. il passeggero ha la residenza abituale; o
2. il vettore ha la residenza abituale; o
3. il vettore ha la sua amministrazione centrale; o
4. è situato il luogo di partenza;
5. è situato il luogo di destinazione

Tuttavia, qualora il contratto presenti un collegamento più stretto con la legge di un paese terzo, prevale la legge di tale paese.

## Il contratto di lavoro
Regole speciali sono previste per i contratti di lavoro che presentino caratteristiche di internazionalità.
Qui ove non si abbia l'accordo delle parti prevale:
- la legge del paese ove il lavoratore presta (o ha prestato) la propria attività lavorativa,

in mancanza (cioè se il luogo di prestazione dell'attività lavorativa non può essere identificato)
- la legge del paese in cui ha sede il datore di lavoro
- in via eccezionale, la legge che presenti un collegamento più stretto con il contratto

## Norme di applicazione necessaria
Le norme di applicazione necessaria sono le norme di un ordinamento, la cui applicazione è necessaria, al fine di garantire la tutela di interessi imperativi. Tali norme sono le uniche a prevalere sulla legge regolatrice del contratto.
L'art. 9 prevede che si applicano sempre le norme di applicazione necessaria appartenenti allo stato del foro (cioè a cui appartiene il giudice adito).
Le norme di stati terzi sono applicabili solo se in tale luogo è stato o doveva essere eseguito il contratto e se ne comportano l'illiceità.